# Rybotyn
Rybotyn (ukr. Риботин) – wieś na Ukrainie, w obwodzie czernihowskim, w rejonie nowogrodzkim, w hromadzie Korop. W 2001 liczyła 1088 mieszkańców, spośród których 1061 wskazało jako ojczysty język ukraiński, a 27 rosyjski.